# ジャベツ・ラマー・モンロー・キュリー
ジャベツ・ラマー・モンロー・キュリー（英:Jabez Lamar Monroe Curry、1825年6月5日-1903年2月12日）は、アメリカ合衆国の弁護士、軍人、合衆国下院議員、大学の教授と管理者、外交官であり、南北戦争の間はアメリカ連合国の南軍士官だった。

## 伝記
キュリーはジョージア州リンカーン郡で、農園主ウィリアム・キュリーの子供として生まれ、アラバマ州で成長し、1843年にジョージア大学を卒業した。ジョージア大学では、ファイ・カッパ文学会の会員になった。キュリーはハーバード・ロー・スクールで学んでいる時に、教育改革者のホーレス・マンの講義に触発され、無償の普遍的教育の提唱者になった。米墨戦争に従軍し、1847年、1853年および1855年にはアラバマ州議会議員となり、1857年から1861年にはアメリカ合衆国下院議員を務め、その後アメリカ連合国議会下院議員を務めた。南軍の中佐としてジョセフ・ジョンストンとジョセフ・ホィーラー各将軍の参謀になった。

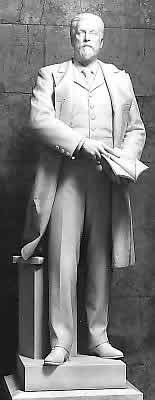
国立彫像ホール・コレクションに収められているキュリーの彫像

南北戦争が終わると牧師になるための勉強をして説教師になったが、その仕事の焦点は南部における無償教育に向けられた。州立の師範学校、適切な地方学校および段階的公立学校の仕組みを支持し、講義をして回った。アラバマ州のハワード大学学長となり、バージニア州のリッチモンド・カレッジの教授も務めた。1881年からその死の1903年まで、南部での教育を援助するためのピーボディとスレーターの教育基金代理人を務め、南部教育委員会設立の提唱者だった。バージニア大学のキュリー教育学部はキュリーに因んで名付けられた。
キュリーは1885年から1888年までスペインへの特派使節かつ全権公使を務め、1902年にはスペイン国王アルフォンソ13世の親政開始にあたって特命大使となった。その著作には教育に関するもの、アメリカ政府に関するものおよびスペインの歴史に関するものがある。カルロス3世王室政令や幾つかの名誉学位を受けた。キュリーは1903年2月12日にノースカロライナ州アシュビルで死に、バージニア州リッチモンドに埋葬されている。
キュリーはアメリカ合衆国議会議事堂の国立彫像ホール・コレクションに収められたアラバマ州からの彫像2体のうちの1つに選ばれその栄誉を称えられている。彫刻家ダンテ・ソディニが制作し、1908年に寄贈された。

## 著作
- スペインの立憲政府 （1889年出版）
- ウィリアム・エワート・グラッドストン （1891年出版）
- アメリカ連合の南部州 （1894年出版）
- 黒人教育に関する困難さ、複雑さおよび限界 （1895年出版）
- アメリカ連合国政府の民間歴史、幾らかの個人的回想と共に （1901年出版）